# الأسود بن سريع
أبو عبد الله الأسود بن سريع بن حمير بن عبادة بن النزال السعدي التميمي البصري صحابي جليل وفارس وشاعر كان يسكن في البصرة، اشترك مع الرسول محمد ﷺ في أربع من غزواته. وهو أول من قص في مسجد البصرة كما ذكر التابعي الحسن البصري، حيثُ كان للقصاصين مكانة خاصة في عصر صدر الإسلام بما يقصونه من حكايات البطولة التي ترفع الروح المعنوية في الحروب. رَوَى للنبي محمد عدة أحاديث.

## كنيته واسمه ونسبه
هُوّ: الأسْوَدُ بن سَرِيع بن حِمْير بن عُبادة بن النزَّال بن مُرَّة بن عبيد بن مُقَاعس بن عمرو بن كعب بن سعد بن زيد مناة بن تميم بن مر التميمي السعدي، واسمه الحارث التميمي الساعدي، يُكنى أبا عبد اللّه . يجتمع نسبه مع التابعي الأحنف بن قيس في عُبادة والد جده.

## ما جاء عنه
رَوَى للنبي محمد عدة أحاديث، وقد رواها عنه العديد من التابعين من ضمنهم؛ الحسن البصري وقريبه الأحنف بن قيس وعبد الرحمن بن أبي بكرة.
ومن أحاديثه ما رواه ابن حبان وابن السكن والبخاري في تاريخه عن مسلم بن إبراهيم، عن السري بن يحيى، عن الحسن البصري؛ قال:
«حدثنا الأسود بن سَرِيع، قال: غزوتُ مع النبي صَلَّى الله عليه وسلم أربع غزوات.»
وروى البخاري في «الأدَبِ المُفْرَدِ» له حديثًا آخر. روى الإمام أحمد بن حنبل في مسنده: «حدثنا علي بن عبد الله، حدثنا معاذ بن هشام، حدثني أبي، عن قتادة، عن الأحنف بن قيس، عن الأسود بن سَرِيع: وعن قتادة، عن الحسن البصري، عن أبي رافع، عن أبي هريرة، قال: قال رسول الله صَلَّى الله عليه وسلم: "أرْبَعةٌ يُدْلُونَ يَوْمَ القِيَامَة بحُجَّةٍ".» وروى ابن حبان ذات الحديث أيضًا من طريق راوي آخر وهُوّ إسحاق بن إبراهيم.
قال البغوي عن الأسود بن سريع التميمي: « كان شاعرًا، وكان في أول الإسلام قاصًّا» ثُمّ روى من طريق السري بن يحيى، عن الحسن البصري أنه كان أول من قصّ في مسجد البصرة. وقال خليفة بن خياط: «كانت له دار بحضرة الجامع بالبصرة.»
وروى الحاكم النيسابوري من طريق عبد الرحمن بن أبي بكرة، عن الأسود بن سَرِيع أنه قال: « "أتيت رسول الله صلى الله عليه وسلم فقلت: يا رسول الله، إني قد حمِدتُ ربِّي بمحامِد ومِدحِ وإيَّاكَ، قال: "هَات ما حَمِدتُّ بِه ربكَ"، قال: فجعلتُ أَنشدُه، فجاء رجل آدم فاستأذن، قال، فقال النبي صلى الله عليه وسلم: "س س"، ففعل ذلك مرّتينِ أو ثلاثًا، قال: قلتُ: يا رسول الله، من هذا الذي استَنصَتنَّى لهُ؟ قال: "هذا عمر بن الخطاب، هذا رجل لا يُحب الباطل".»
رَوَى محمد بن سعد البغدادي عن إسماعيل بن إبراهيم الأسديّ عن يونس، عن الحسن البصري قال: «قال الأسود بن سريع: أتيتُ رسول الله صَلَّى الله عليه وسلم، وغزوتُ معه.»
ورَوَى محمد بن سعد البغدادي أيضًا عن مسلم بن إبراهيم قال: «حدّثنا السُّريّ بن يحيَى قال: سمعت الحسن البصري يُحدّث، عن الأسود بن سريع وكان رجلًا شاعرًا وكان أوّل من قصّ في هذا المسجد قال: غزوتُ مع رسول الله صَلَّى الله عليه وسلم، أربع غزوات.»
وروى ابن سعد أيضًا من طريق عمرو بن عاصم الكلابي قال: «حدّثنا أبو الأشعث قال: حدّثنا الحسن البصري أنّ الأسود بن سريع كان رجلًا شاعرًا، فقال: يا رسول الله ألا أسمعك محامد حمدت بها ربي؟ فقال رسول الله صَلَّى الله عليه وسلم: "أما إنّ ربّك يحبّ الحمد"، أو قال: "ما من شيء أحبّ إليه الحمد من الله".»

## فتنة مقتل عثمان
بعد مقتل أمير المؤمنين عثمان بن عفان واندلاع الفتنة بين المسلمين وانفراق الناس بين علي بن أبي طالب الذي أراد أن تجتمع الأُمة عليه حتى ينتقم من الخوارج قتلة عثمان ويُلاحقهم ويعدمهم وبين معاوية بن أبي سفيان الذي بعدما أرسلت التابعية نائلة بنت الفرافصة زوجة عثمان أصابعها التي قُطعت أثناء مُحاولتها لإنقاذ زوجها من يد الخوارج وأرسلت معها ملابس عثمان الملطخة بدم رأسه وصدره فطالب بذبح الخوارج والقتلة حالاً ورفض مُبايعة علي بن أبي طالب إن لم ينتقم لعثمان بأسرع وقتٍ ممكن فتجمع حول معاوية بعض الصحابة والكثير من التابعين وانقسم المسلمين بينهما عندها قام الكثير من المسلمين وعلى رأسهم الصحابة بتجنب علي ومعاوية والفتنة بل أنَّ بعضهم خشية الفتنة اعتزلوا عن الناس وهربوا إلى أماكن بعيدة من ضمنهم الصحابي محمد بن مسلمة وعبد الله بن أبي السرح أخ عثمان بن عفان من الرضاعة إذ هرب ابن أبي السرح إلى فلسطين خوفاً من الفتنة التي حدثت للمسلمين، أما الصحابي الأسود بن سريع التميمي فقد كانت ردة فعله بالفتنة أنّه أخذ زوجته وعياله وركب سفينةً لا يُعرف أين تتجه وسافر بها حتى يبتعد عن الفتنة قال ذلك خليفة بن خياط والبخاري والباوردِي والحسن البصري وأكد ذلك أبو حاتم الرازي وأبو داود وابن السكن وابن حبان وابن زبر الربعي، وقيل أنّه بعد ذلك لم يُرى أو يُعرف ما حدث معه.

## وفاته
قال خليفة بن خياط أنّه تُوفيّ في عهد خلافة أمير المؤمنين معاوية بن أبي سفيان، وقال أحمد بن حنبل وابن معين أنَّ وفاته كانت في عام 42 هـ.